# بويان رادولوفيتش (لاعب كرة قدم)
بويان رادولوفيتش (بالإسبانية: Bojan Radulovic)‏ هو لاعب كرة قدم صربي وإسباني في مركز الهجوم، ولد في 29 ديسمبر 1999 في لاردة في إسبانيا.

## وصلات خارجية
- بويان رادولوفيتش على موقع قاعدة بيانات كرة القدم.إي يو (الإنجليزية)
- بويان رادولوفيتش على موقع Soccerway.com (الإنجليزية)
- بويان رادولوفيتش على موقع عالم كرة القدم.نت (الإنجليزية)